# Sunjo
Sunjo (1790–1834) - Dwudziesty trzeci król Korei z dynastii Joseon. Był drugim synem króla Jeongjo i jego konkubiny. Gdy w 1800 roku zmarł jego ojciec Sunjo objął tron. W 1802 poślubił Sunwon, która stała się królową Korei. Ponieważ w chwili objęcia rządów miał 10 lat władzę w jego imieniu początkowo sprawowała jego babka królowa Jeongsun.